# Diocesi di Serrinha
La diocesi di Serrinha (in latino: Dioecesis Serrignensis) è una sede della Chiesa cattolica in Brasile suffraganea dell'arcidiocesi di Feira de Santana. Nel 2022 contava 417.345 battezzati su 574.156 abitanti. È retta dal vescovo Hélio Pereira dos Santos.

## Territorio
La diocesi comprende 20 comuni nella parte orientale dello stato brasiliano di Bahia: Serrinha, Araci, Barrocas, Biritinga, Capela do Alto Alegre, Conceição do Coité, Euclides da Cunha, Gavião, Ichu, Lamarão, Nova Fátima, Pé de Serra, Quijingue, Retirolândia, Riachão do Jacuípe, Santaluz, São Domingos, Teofilândia, Tucano e Valente.
Sede vescovile è la città di Serrinha, dove si trova la cattedrale di Sant'Anna.
Il territorio si estende su 17.169 km² ed è suddiviso in 25 parrocchie.

## Storia
La diocesi è stata eretta il 21 settembre 2005 con la bolla Christi mandato di papa Benedetto XVI, ricavandone il territorio dall'arcidiocesi di Feira de Santana e dalla diocesi di Paulo Afonso.

## Cronotassi dei vescovi
Si omettono i periodi di sede vacante non superiori ai 2 anni o non storicamente accertati.
- Ottorino Assolari, C.S.F. (21 settembre 2005 - 3 febbraio 2021 ritirato)
- Hélio Pereira dos Santos, succeduto il 3 febbraio 2021

## Statistiche
La diocesi nel 2022 su una popolazione di 574.156 persone contava 417.345 battezzati, corrispondenti al 72,7% del totale.
| anno | popolazione | popolazione | popolazione | presbiteri | presbiteri | presbiteri | presbiteri                | diaconi | religiosi | religiosi | parrocchie |
| anno | battezzati  | totale      | %           | numero     | secolari   | regolari   | battezzati per presbitero | diaconi | uomini    | donne     | parrocchie |
| ---- | ----------- | ----------- | ----------- | ---------- | ---------- | ---------- | ------------------------- | ------- | --------- | --------- | ---------- |
| 2005 | 467.742     | 505.787     | 92,5        | 16         | 9          | 7          | 29.233                    |         | 8         | 23        | 16         |
| 2010 | 473.000     | 550.000     | 86,0        | 30         | 22         | 8          | 15.766                    | 2       | 11        | 32        | 18         |
| 2014 | 482.136     | 581.332     | 82,9        | 30         | 21         | 9          | 16.071                    | 2       | 14        | 30        | 18         |
| 2017 | 494.200     | 594.000     | 83,2        | 31         | 22         | 9          | 15.941                    | 2       | 9         | 25        | 18         |
| 2020 | 493.800     | 594.800     | 83,0        | 42         | 30         | 12         | 11.757                    | 9       | 12        | 28        | 20         |
| 2022 | 417.345     | 574.156     | 72,7        | 41         | 28         | 13         | 10.179                    | 10      | 13        | 25        | 25         |